# Drymaria pratheri
Drymaria pratheri är en nejlikväxtart som beskrevs av Billie Lee Turner. Drymaria pratheri ingår i släktet Drymaria och familjen nejlikväxter. Inga underarter finns listade i Catalogue of Life.